# Remasters
Remasters är en samlingsbox med material av Led Zeppelin som släpptes första gången oktober 1990. Skiva 1 och 2 är samlingsskivor med remastrade låtar från Led Zeppelins olika album. Skiva 3, som inte fanns med när första versionen av Remasters släpptes, innehåller intervjuer med bandet, den skivan släpptes även separat under namnet Profiled.

## Låtlista

### Skiva 1
1. "Communication Breakdown"
2. "Babe I'm Gonna Leave You"
3. "Good Times Bad Times"
4. "Dazed and Confused"
5. "Whole Lotta Love"
6. "Heartbreaker"
7. "Ramble On"
8. "Immigrant Song"
9. "Celebration Day"
10. "Since I've Been Loving You"
11. "Black Dog"
12. "Rock and Roll"
13. "The Battle of Evermore"
14. "Misty Mountain Hop"
15. "Stairway to Heaven"

### Skiva 2
1. "The Song Remains the Same"
2. "The Rain Song"
3. "D'yer Mak'er"
4. "No Quarter"
5. "Houses of the Holy"
6. "Kashmir"
7. "Trampled Under Foot"
8. "Nobody's Fault But Mine"
9. "Achilles Last Stand"
10. "All My Love"
11. "In the Evening"

### Skiva 3
- 1. "Led Zeppelin Profile"
- 2. - 8. "Station Liners"
- 9. - 16. "Interview: Jimmy Page"
- 21. - 32. "Interview: Robert Plant"
- 33. - 43. "Interview: John Paul Jones"